# Laimtor
Das Laimtor, auch Laimturm genannt, war ein Vorwerk der Münchner Stadtbefestigung.
Das Laimtor lag vor dem Isartor an der Stelle, an der die Salzstraße den Laimbach über die Laimbrücke überquerte. Das entspricht heute ungefähr dem Ort, an dem sich Rumford- und Thierschstraße auf den Isartorplatz treffen. An dieser Stelle waren die äußeren Münchner Stadtbäche zu einem Lauf vereinigt, der im Mittelalter Laimbach und später Stadthammerschmiedbach genannt wurde.
Erstmals urkundlich erwähnt wurde das Laimtor 1369. Wann es abgerissen wurde, ist nicht bekannt. Auf der ältesten Stadtansicht Münchens in der Schedelschen Weltchronik von 1492 und dem ältesten Stadtplan Münchens von Tobias Volckmer aus dem Jahre 1613 ist es nicht mehr dargestellt. Als Vorwerk des Isartors diente nun ein Torhaus am westlichen Brückenkopf der Isarbrücke, das 1517–19 durch den Roten Turm ersetzt wurde.